# Hortigüela
Hortigüela település Spanyolországban, Burgos tartományban.  Lakosainak száma 107 fő (2024).

## Népesség
A település népessége az utóbbi években az alábbiak szerint változott:
| Lakosok száma | 131  | 126  | 124  | 110  | 99   | 101  | 101  | 105  | 100  | 107  |
|               | 2001 | 2004 | 2006 | 2009 | 2011 | 2014 | 2016 | 2019 | 2021 | 2024 |